# Arrondissement de Münster
L'arrondissement de Münster est une ancienne subdivision administrative française du département de l'Yssel-Supérieur puis de la Lippe créé le 1er janvier 1811 et supprimé le 11 avril 1814.

## Composition
Il comprenait les cantons de Dülmen, Haltern, Münster, Nottuln et Sankt Mauritz.